# Ndotz
Ndotz (* in Angola) ist ein britischer Rapper.

## Leben und Karriere
Ndotz lebt in London und ist ein College-Student. Seinen Einstieg ins Musikgeschäft hatte er als Tänzer. Er trat unter anderem in Videos der Rapper Tion Wayne und Russ Millions (Song Gun Lean, 2018) auf. Nachdem er mit Russ Millions auf Tour gegangen war, kam er zu dem Entschluss, ebenfalls Sänger werden zu wollen. 2020 veröffentlichte er auf TikTok ein erstes Video mit Tanzeinlagen zu seinem Song Hoodlovestory. In dem Jahr konnte er ca. 32.000 Abonnenten gewinnen. Während des zweiten COVID-19-Lockdowns schrieb er eine Reihe weiterer Songs, darunter den Rap/R&B-Mix Check, der 2021 auf TikTok erschien und dort Ndotz' Bekanntheit erheblich steigerte. Die Previews von Check brachten ihm 122.000 Follower und 4 Millionen Likes ein. Zudem konnte er bei Seven Twenty Records unterschreiben, wo der Track als Single erschien.
Seinen Durchbruch hatte Ndotz 2024 mit Embrace It, einem UK-Rap/Afro-Swing-Song, der lateinamerikanische Nuancen aufweist. Der Track diente auf TikTok als Vorlage für über 710.000 darauf beruhende Videos anderer User und wurde über 250 Millionen Mal auf digitalen Plattformen gestreamt. Die bei dem Independent-Label Isekai Records erschienene Single war zehn Wochen in den UK Top 40 und kam dort bis auf Platz 20. Zudem war sie im September 2024 die Nummer eins der offiziellen UK Hip Hop and R&B Singles Charts. Sie konnte sich auch international in verschiedenen europäischen Charts platzieren, darunter in der Schweiz (Platz 19) und Österreich (Platz 23), außerdem in den Charts von Neuseeland (Platz 30) und Australien (Platz 46).

## Diskografie
Singles
- 2020: COVID-19 (coronavirus)
- 2020: Hoodlovestory
- 2020: Not Involved (mit Mkfray)
- 2021: PLT
- 2021: Check (You Know)
- 2021: Tempted
- 2022: Sturdy (mit KatManDu)
- 2023: Hyper (BOP)
- 2023: Area Codes (London Remix)
- 2023: Crank Dat (mit Hazey & Switch)
- 2023: Did It Again
- 2024: NETF (Freestyle)
- 2024: Never Me
- 2024: Popular Kid
- 2024: Gang4Gang
- 2024: Let’s Bill It
- 2024: Embrace It
- 2025: Tic Tic